# Uruapan
Uruapan del Progreso (Purépecha: Uruapani) is een stad in de Mexicaanse deelstaat Michoacán. Uruapan heeft zo'n 250.000 inwoners.
Uruapan is vooral bekend vanwege haar avocado's. Een groot deel van Mexico's avocado-export komt uit de omgeving van Uruapan. Uruapan ligt in een natuurlijk omgeving. Het nationale park Barranca de Cupatitzio ligt vlak bij de stad, evenals de in 1943 ontstane vulkaan Paricutín.
De stad werd in 1536 gesticht door Juan de San Miguel op de plaats van een Taraskische nederzetting. De naam komt van het Taraskische Ulhupani, wat "plaats waar altijd veel fruit is" betekent, en nog steeds bestaat een belangrijk deel van de bevolking uit Tarasken. In 1858, tijdens de Reforma werd de stad hernoemd tot Uruapan del Progreso, Uruapan van de Vooruitgang. In 1863 werd Uruapan de hoofdstad van Michoacán, omdat de oorspronkelijke hoofdstad Morelia was bezet door de Fransen. Na het verjagen van de Fransen in 1867 moest Uruapan de positie van hoofdstad weer afstaan.
De luchthaven van Uruapan is de Lic. y Gen. Ignacio López Rayón International Airport.

## Geboren
- Gumersindo Magaña (1938), politicus
- Jorge Reyes (1952–2009), progressieve rockmuzikant en componist
- Miguel Ángel Herrera (1989), voetballer